# Romanticismo (novela)
Romanticismo es el título de la quinta novela de Manuel Longares publicada en 2001 y Premio de la Crítica de narrativa castellana de ese mismo año.
El título es pretendidamente vago como explica el propio autor, pues con el término de románticos se refieren los miembros de las élites a todos aquellos que por un motivo u otro se distancian de lo habitual y esperado sin mayor precisión, haciendo de romanticismo sinónimo de extravagancia en una burguesía cambiante.[cita requerida]
Considerada una obra de madurez, que el jurado del Premio de la Crítica publicitó como «lo mejor de la literatura española», para una novela ambientada en la Transición española, en el Barrio de Salamanca de Madrid, y que intentó convertir la Transición en una materia novelable, como recreación de un momento histórico y el retrato de un colectivo social.

## Estilo
Se ha señalado que esta obra se mueve entre varios estilos o fórmulas narrativas. Por un lado el realismo de anclaje histórico acompañado de un importante elemento paródico sobre la sociedad retratada y finalmente una importante carga lírica. Este último rasgo, la carga lírica de la novela, cobra especial importancia al analizar el espacio narrativo de la novela; un lugar inmóvil , ajeno al paso de la historia. Siguiendo a Mircea Eliade y Mijail Bajtin y su teoría sobre los cronotopos cabría señalar que Romanticismo emplea el cronotopo del idilio. Un lugar aislado y autosuficiente en el que no es posible medir el tiempo de forma pareja al tiempo de la historia. En ese estatismo se explica la actividad de uno de los personajes que dice «mirar los años» desde su balcón.